# Vaucheria hamata
Cet article concerne Vaucheria hamata (Vaucher) De Candolle, 1805. Pour Vaucheria hamata Walz, 1866, voir Vaucheria frigida.
Espèce
Vaucheria hamata est une espèce d’algues du genre Vaucheria et de la famille des Vaucheriaceae, dans la classe des Xanthophyceae (algues vert-jaune, proches de algues brunes).

## Description
Cette espèce vit en eau douceAlgaeBase (ref).

## Systématique
Le nom correct complet (avec auteur) de ce taxon est Vaucheria hamata (Vaucher) DC., 1805.
Cette espèce a pour synonymes :
- Ectosperma hamatum Vaucher 1803
- Vaucheriella hamata (Vaucher) Gaillon 1833

## Publication originale
- Agardh, C.A. (1824). Systema algarum. pp. [i]-xxxvii, [1]-312. Lundae [Lund]: Literis Berlingianis [Berling]. (PDF)